# Саптах
Саптах — давньоєгипетський фараон з XIX династії.

## Життєпис
Деякі єгиптологи вважають, що він був сином Аменмеса. У гробниці Саптаха були знайдені уламки поховальної обстановки похованої там Тейє, «дружини царя» й «матері царя». Найбільш імовірно, що вона була дружиною Аменмеса. Інші вчені вважають його сином Сеті II.
Саптах вступив на престол ще дитиною. Його юний вік змусив узяти фактичне управління країною мачуху малолітнього фараона — царицю Таусерт, проголошену регентом.
Саптах приділяв значну увагу Нубії. Так, вже у перший рік свого правління він особисто призначив там намісника й відрядив одного зі своїх прибічників країною з метою роздавання нагород. Можливо, він зайняв престол за підтримки нубійських племен. Саптах наказав зруйнувати гробницю Аменмеса, а на пам'ятниках було знайдено ім'я Мернептаха Саптаха, написане зверху затертого імені Аменмеса.
За Саптаха, імовірно, почалось повстання сирійця Ірсу, який спробував захопити владу. Фараон був не здатний упоратись з царськими обов'язками. Він помер 1188 року до н. е., на шостому році свого правління. Після смерті пасинка Таусерт додала роки його правління до своїх і правила ще упродовж двох років.
Саптах був похований у гробниці KV47 (Долина царів), однак під час її розкриття мумії фараона там виявлено не було. 1898 року її знайшли серед 19 мумій, схованих у склепі в гробниці Аменхотепа II (KV35). Дослідження мумії показали, що фараон помер від хвороби, імовірно, поліомієліту (ліва нога мумії деформована).